# Кіровоградський трамвай
Кіровоградський трамвай (раніше — Єлисаветградський, Зинов'євський, Кіровський) — система трамвая на електричній тязі, що діяла у місті Кропивницький. Історично четверта міська трамвайна мережа Російської імперії після київського, нижньогородського та дніпровського трамваїв.
Зруйнована під час Другої світової війни

## Історія
Перший проєкт побудови кінного трамвая у Єлисаветграді з'явився у 1887 році. Вдруге подібний проєкт надійшов до міської управи від московського купця П. А. Алексєєва в 1890 році. Втретє, у квітні 1895 року, інженер залізничних шляхів І. А. Ліхачов, виконавчий директор Бельгійського трамвайного товариства в Москві, подав прохання до міської управи про дозвіл прокласти вулицями Єлисаветграда лінії електричного трамвая. У травні того ж року управа дала згоду і підписала угоду з Ліхачовим на побудову та експлуатацію трамвая на 50 років.
Укладати колії почали у квітні 1897 року. Лінія будувалася одноколійною з роз'їздами. На заводі в Кельні були замовлені 5 закритих і 3 відкритих вагони, електрообладнання було змонтоване німецькою фірмою АЕГ.
Регулярний рух вагонів електричного трамвая розпочався 13 липня 1897 року від вокзалу нинішніми вулицями Юрія Олефіренка, Театральною, Великою Перспективною і проспектом Європейським до пивзаводу Зельцера, офіційно електричний трамвай у місті було відкрито 26 липня 1897 року.
24 вересня 1899 року збудовано лінію вулицями Безпопівською, Успенською та Преображенською від заводу Шкловського на Кущівку завдовжки 3,6 км, а у листопаді того ж року нею вже курсувало чотири вагони.
Загальна довжина всіх ліній Єлисаветградського трамвая становила 9,7 км. 1901 року в депо перебувало 22 моторних і 3 причіпних вагони, які до того часу вже перевезли 2045,8 тисячі пасажирів.
Під час подій Української революції рух трамваїв припинився 8 січня 1918 року, а відновився 1 травня 1922 року. У цьому ж році на вулиці Гоголя зношених відрізків на головній лінії були замінені на нові. Станом на 1922 рік депо налічувало 10 вагонів, які курсували двома маршрутами: «Вокзал — Пивзавод Зальцера» (№ 1) та «Центр — Кущівка» (№ 2).

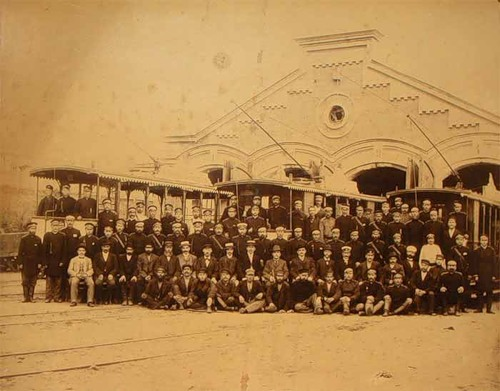
Працівники кіровоградського трамвая

У 1929 році побудовано 3,5 км ліній з центру до Новомиколаївки. Цього ж року в Харкові було придбано 11 вагонів, що дозволило списати найстаріші німецькі вагони фірми «Гербрант».
У 1940 році довжина колій становила 16,2 км, у депо налічувалося 29 вагонів, діяла одна тягова підстанція та один трамвайний парк, існував також допоміжний трамвайний парк. Діяли чотири маршрути:
- «Вокзал — Пивзавод Зальцера»;
- «Центр — Кущівка»;
- «Вулиця Леніна — Новомиколаївка»;
- «Пивзавод Зальцера — Міський сад».

Три з них мали лише одну колію — діяло 8 роз'їздів. Поворотна петля знаходилася біля залізничного вокзалу. У 1940 році був складений проєкт розширення трамвайної мережі.
У 1941 році, при відступі радянських військ, було підірвано трамвайну електростанцію та зруйновано господарство. Однак за окупації все-таки було відновлено рух для підвезення робітників на заводи. Втім, німці при відступі розібрали колії та вивезли їх. Після закінчення війни були невдалі (через брак коштів) спроби відновити кіровоградський трамвай. 1945 року цілі трамвайні вагони вирішили передати до Вінниці, але туди вони не потрапили через дорожнечу транспортування. Подальша їхня доля невідома. На одній з вулиць міста є нагадування, що колись в Єлисаветграді був власний трамвай, який курсував по вулицях. Велика Пермська вулиця: стоїть дерев'яний старий телефонний стовп, який підтримують трамвайні рейки.
У 1997 році на Театральній вулиці на честь 100-річчя кіровоградського трамвая йому був встановлений пам'ятник.